# Thuyết âm mưu chủ nghĩa Marx văn hóa
"Chủ nghĩa Marx văn hóa" (tiếng Anh: Cultural Marxism) là một thuyết âm mưu chính trị cánh hữu bài Do Thái. Những người theo thuyết này cho rằng chủ nghĩa Marx phương Tây là nguồn cơn của các nỗ lực từ giới trí thức hàn lâm hòng lật đổ văn hóa phương Tây. Thuyết này hiểu lầm rằng trường phái Frankfurt chịu trách nhiệm cho tất cả các phong trào chính trị cấp tiến, chính trị căn tính, và đúng đắn chính trị đang diễn biến rầm rộ hiện nay. Ngoài ra, thuyết này còn khẳng định tồn tại một âm mưu tiếp diễn có chủ đích nhằm lật đổ xã hội phương Tây thông qua một cuộc chiến tranh văn hóa, làm suy yếu các giá trị Kitô giáo của chủ nghĩa bảo thủ truyền thống và thay thế chúng bằng các giá trị tự do của thập niên 60.
Tuy có một số nét giống khái niệm "chủ nghĩa Bolshevik văn hóa" của Đức Quốc Xã khi trước, thuyết âm mưu này thực ra bắt nguồn từ Hoa Kỳ vào khoảng những năm 1990. Vốn chỉ được nhắc đến ngoài rìa khuôn khổ chính trị cực hữu, nó bắt đầu được sử dụng phổ biến trở lại vào khoảng những năm 2010 và hiện đã lan ra toàn thế giới. Thuyết âm mưu về một cuộc chiến tranh văn hóa Marxist thường bị lợi dụng bởi các chính khách cánh hữu, giáo sĩ toàn thống, bình luận viên chính trị xuất hiện trên các ấn bản dòng chính cũng như phương tiện truyền thông đại chúng, và khủng bố theo chủ nghĩa da trắng thượng đẳng, nhằm mục đích tuyên truyền. Giới chuyên gia kết luận thuyết âm mưu này không có cơ sở sự thật vững chắc nào.

### Michael Minnicino và phong trào LaRouche

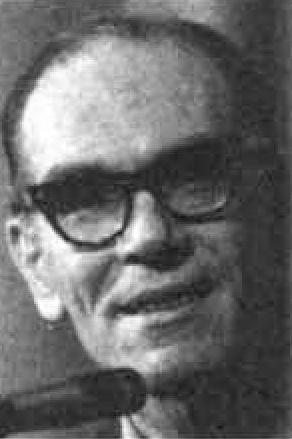
Lyndon LaRouche năm 1976